# Svenska Pressen
Svenska Pressen var en svenskspråkig aftontidning som utkom i Helsingfors från 1921. 
Den utgavs av samma företag som utger Hufvudstadsbladet. Den utgjorde en fortsättning på de 1921 sammanslagna Dagens Press och Svenska Tidningen. Tidningens första redaktör var Max Hanemann (1921–30). Tidningen utkom till 1944, då den under Andra världskrigets slutskede drogs in av censuren.